# Tachi (wapen)

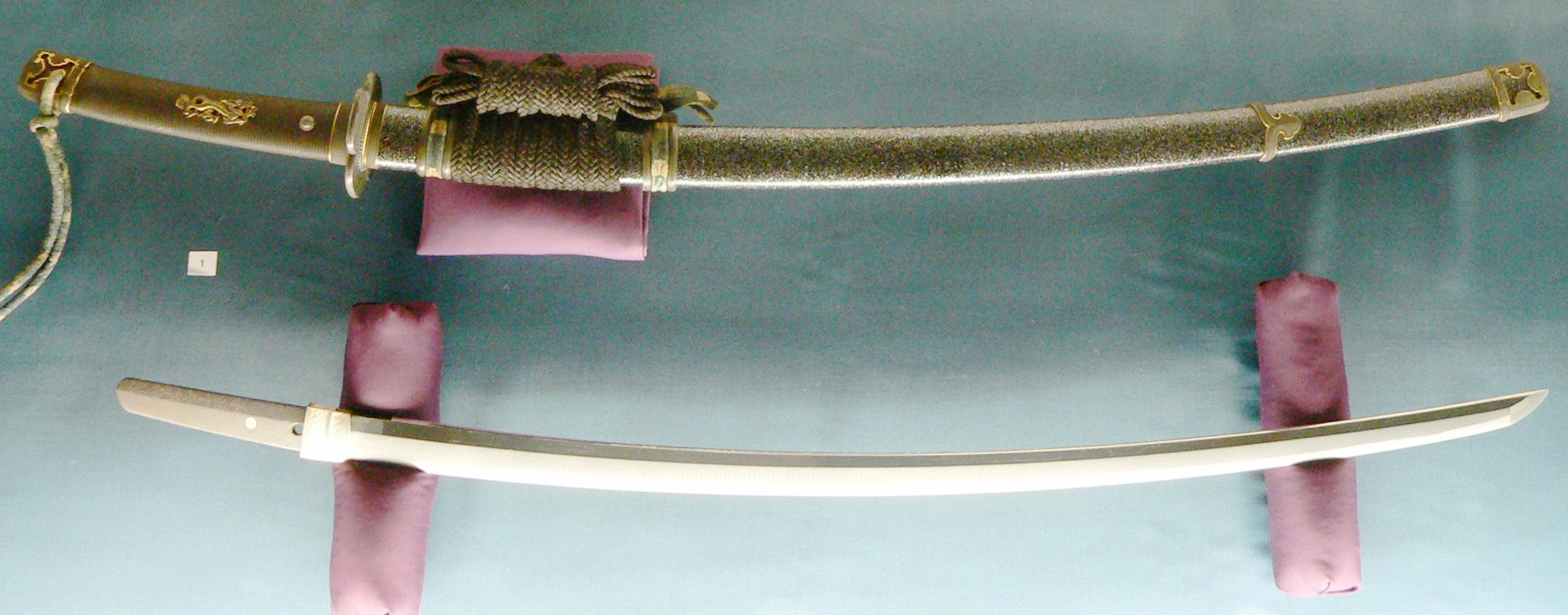
Tachi

De Tachi (Japans: 太刀) is een zwaard dat werd gebruikt door de samoerai, met een lang gekromde kling, voornamelijk bedoeld voor gevechten te paard, vergelijkbaar met de sabel.
De kromming dient ertoe het wapen snel te kunnen hanteren in het voorbijgaan.
De tachi was in Japan het eerste zwaard met een lang gekromd lemmet, en is tevens een statussymbool vanwege de ornamenten en de rijke versiering van de schede.